# Ꝏ
Ꝏ,ꝏは、古ノルド語で[o:]を表すラテン文字である。OとOの合字である。

## よく似ている文字
無限大の記号「∞」はよく似ているが、別の文字である。

## コンピューター
UnicodeではꝎの大文字はA74E、小文字はA74Fに収録されている。